# 阪南団地
阪南団地（はんなんだんち）は、大阪市阿倍野区にかつて存在した団地。

## 概要
旧制大阪高等学校（大高）・大阪大学一般教養部南校の跡地に、1962年、日本住宅公団によって公団阪南団地として建設された。
敷地内には「青春の像」「大高跡碑」などのモニュメントが建立されていた。1号館から12号館の合計12棟で、1号館はあべの筋に面して建てられていた。
2009年にＵＲ都市機構「サンヴァリエあべの阪南」に建て替えられたため、旧来の住棟は現存しない。